# Servando Ruiz Gómez

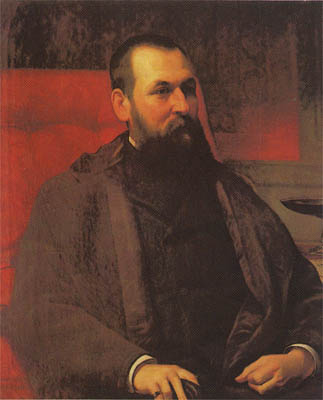
Servando Ruiz retratado por Ignacio Suárez Llanos.

Servando Ruiz Gómez y González Llanos (Avilés, 23 de octubre de 1821-Vigo, 19 de agosto de 1888) fue un político español que llegó a ser ministro de Hacienda, ministro de Estado, senador y alcalde de Oviedo.

## Biografía
Nacido en Avilés, emigró a Jamaica primero y más tarde a Cuba al haber apoyado su padre el alzamiento del general Riego.
En 1842 retornó a Gijón, afiliándose al Partido Progresista. En 1854 participa en la junta revolucionaria siendo nombrado alcalde de Oviedo. 
En 1868 fue elegido gobernador civil.
En 1870 se afilió al Partido Radical de Ruiz Zorrilla. Entre julio y octubre de 1871 y junio y diciembre de 1872 ejerció como ministro de Hacienda.
Durante el reinado de Alfonso XII fue miembro del Consejo de Estado y desde 1877 senador vitalicio por la provincia de Cuenca.
En 1883, durante la presidencia del también asturiano Posada Herrera fue nombrado ministro de Estado hasta el año 1884.
Falleció en Vigo en 1888.
Fue condecorado con la gran cruz de la Orden de Isabel la Católica.
| Predecesor: José Elduayen Gorriti    | Ministro de Hacienda 13 de junio de 1872-19 de diciembre de 1872 | Sucesor: José Echegaray Eizaguirre |
| Predecesor: Antonio Aguilar y Correa | Ministro de Estado 13 de octubre de 1883-18 de enero de 1884     | Sucesor: José Elduayen Gorriti     |
| Predecesor:                          | Alcalde de Oviedo                                                | Sucesor:                           |

## Obra
- Discursos pronunciados en las Cortes Cosntituyentes de 1869 por el diputado D. Servando Ruiz Gómez en apoyo de su voto particular sobre desestanco del tabaco. Madrid: Imprenta de La América a cargo de José Cayetano Conde, 1869.
- La protección arancelaria de los Estados Unidos de Norte-América. Madrid: Tip. de M. P. Montoya y Cª, 1879.
- Examen crítico de los presupuestos generales de ingresos y gastos de la isla de Cuba para el año de 1878-79. París: Imp. Hispano-Americana, 1880.
- Situación económica de Francia. Madrid: Manuel G. Hernández, 1883.
- Influencia de las costas y fronteras en la política y engrandecimiento de los estados: discursos leídos ante la Real Academia de Ciencias Morales y Políticas en la recepción pública del Excmo. Sr. D. Servando Ruiz Gómez. -- Madrid: Tipografía de los Huérfanos, 1886.
- La cuestión monetaria. Madrid: Tip. Suc. a Rivadeneyra, 1886.